# 阿东齿突蟾
阿东齿突蟾（学名：Scutiger adungensis），一种分布于缅甸东北部和中国西藏自治区东南部察隅县的两栖动物，隶属于角蟾科齿突蟾属。模式产地为缅甸阿东河谷（Adung）。

## 形态特征
阿东齿突蟾体型肥硕，中等大小；颊面色浅；身体背部及体侧为橄榄绿色；咽、胸部为肉色。